# Сусак (Малий Лошинь)
44°31′ пн. ш. 14°18′ сх. д. / 44.51° пн. ш. 14.30° сх. д.
Сусак (хорв. Susak) — населений пункт у Хорватії, в Приморсько-Горанській жупанії у складі міста Малий Лошинь.

## Населення
Населення за даними перепису 2011 року становило 151 осіб.
Динаміка чисельності населення поселення:

## Клімат
Середня річна температура становить 15,41 °C, середня максимальна – 26,40 °C, а середня мінімальна – 3,98 °C. Середня річна кількість опадів – 851 мм.
| Клімат поселення                              | Клімат поселення | Клімат поселення | Клімат поселення | Клімат поселення | Клімат поселення | Клімат поселення | Клімат поселення | Клімат поселення | Клімат поселення | Клімат поселення | Клімат поселення | Клімат поселення | Клімат поселення |
| Показник                                      | Січ.             | Лют.             | Бер.             | Квіт.            | Трав.            | Черв.            | Лип.             | Серп.            | Вер.             | Жовт.            | Лист.            | Груд.            |                  |
| Середній максимум, °C                         | 11,65            | 11,38            | 13,28            | 16,38            | 21,43            | 25,90            | 26,40            | 26,15            | 21,73            | 18,30            | 14,43            | 11,18            |                  |
| Середня температура, °C                       | 7,93             | 7,70             | 9,60             | 12,65            | 17,73            | 22,18            | 24,55            | 24,30            | 19,90            | 16,45            | 12,58            | 9,35             |                  |
| Середній мінімум, °C                          | 4,23             | 3,98             | 5,88             | 8,95             | 14,00            | 18,45            | 22,73            | 22,48            | 18,05            | 14,63            | 10,75            | 7,53             |                  |
| Норма опадів, мм                              | 73               | 60               | 59               | 62               | 56               | 59               | 33               | 58               | 89               | 106              | 110              | 86               |                  |
| Середньомісячна швидкість вітру, м/с          | 3.08             | 3.28             | 3.33             | 3.13             | 2.80             | 2.68             | 2.63             | 2.60             | 2.78             | 2.98             | 3.43             | 3.30             |                  |
| Середньомісячна сонячна радіація, кДж/м²·день | 4697             | 7525             | 11166            | 15936            | 20458            | 22450            | 24078            | 20668            | 15054            | 9634             | 5185             | 3996             |                  |
| --------------------------------------------- | ---------------- | ---------------- | ---------------- | ---------------- | ---------------- | ---------------- | ---------------- | ---------------- | ---------------- | ---------------- | ---------------- | ---------------- | ---------------- |
| Джерело:                                      |                  |                  |                  |                  |                  |                  |                  |                  |                  |                  |                  |                  |                  |